# Eileanchelys waldmani
Eileanchelys waldmani Anquetin et al., 2009 è un rettile estinto, appartenente alle tartarughe. Visse nel Giurassico medio (Bathoniano, circa 165 milioni di anni fa) e i suoi resti fossili sono stati ritrovati in Europa (Scozia).

## Descrizione
Questo animale era dotato di un carapace piuttosto piatto, della lunghezza di circa 30 centimetri. Si suppone che l'animale inter potesse sfiorare i 50 centimetri di lunghezza. Eileanchelys possedeva un carapace ampio e concavo nella parte anteriore, che nella parte posteriore si restringeva. La forma appiattita del carapace fa ipotizzare che Eileanchelys fosse una tartaruga acquatica, una delle più antiche finora ritrovate.

## Tassonomia
Eileanchelys venne descritto per la prima volta nel 2009, sulla base di fossili ritrovati nella formazione Kilmaluag in Scozia, nella località di Cladach a'Ghlinne (Elgol). Questo animale è stato considerato una forma transizionale tra le forme più basali di tartarughe triassiche (come Proganochelys) e le successive tartarughe più evolute, che apparvero e si diversificarono durante il Giurassico superiore. Altre forme simili sono Condorchelys e Heckerochelys.